# Caquetá (Metropolitano)
La estación Caquetá es una estación intermedia del Metropolitano en la ciudad de Lima. Está ubicada en el intercambio vial de la avenida Caquetá con la Panamericana Norte en el límite de los distritos de Rímac y San Martín de Porres. Desde esta estación hacia el sur, comienza la bifurcación del corredor.

## Características
La estación está en superficie, tiene tres plataformas para embarque de pasajeros y dos ingresos en ambos extremos accesibles para personas con movilidad reducida. Dispone de máquinas de autoservicio y taquilla para la compra y recarga de tarjetas.
Próximo a la estación se ubica el Estadio Alberto Gallardo del Club Sporting Cristal, además de algunos mercados mayoristas.

## Servicios
La estación es atendida por los siguientes servicios:
| Servicio troncal | Indicador  | Lunes a viernes | Lunes a viernes | Sábado        | Domingo       |
| Servicio troncal | Indicador  | Norte a Sur     | Sur a Norte     | Sábado        | Domingo       |
| ---------------- | ---------- | --------------- | --------------- | ------------- | ------------- |
| Regular          | Regular A  | 05:00 - 23:00   | 05:00 - 23:00   | 05:00 - 23:00 | 05:00 - 22:00 |
| Regular          | Regular B  | 09:00 - 23:00   | 09:00 - 23:00   | 05:00 - 23:00 | 05:00 - 22:00 |
| Regular          | Regular D  | 05:00 - 09:00   | 05:00 - 09:00   | Sin servicio  | Sin servicio  |
| Expreso          | Expreso 5  | 09:00 - 17:00   | 09:00 - 17:00   | 05:15 - 20:20 | Sin servicio  |
| Expreso          | Expreso 9  | 05:30 - 09:00   | 05:30 - 09:00   | Sin servicio  | Sin servicio  |
| Expreso          | Expreso 10 | 06:00 - 09:00   | Sin servicio    | Sin servicio  | Sin servicio  |